# 班·查普曼
威廉·班傑明·「班」·查普曼（英語：William Benjamin "Ben" Chapman, 1908年12月25日—1993年7月7日），為美國職棒大聯盟的外野手、投手及總教練。生涯前七個球季都在紐約洋基隊打球。
他最有名的事件就是在1947年，他反對傑基·羅賓森進入大聯盟打球。他在擔任費城人教練時，曾在比賽中對羅賓森說很多關於種族歧視的字眼。這也導致他的名聲下滑。
查普曼也是一名速度型選手，1931年到1933年間，都是他奪得盜壘王獎項。總計他12年球員生涯，打擊率3成02。

## 球員生涯
1930年，查普曼升上大聯盟，身邊隊友都是招牌球星，如貝比·魯斯、盧·賈里格及比爾·狄奇等人。該年他的打擊率3成16。雖然他的菜鳥年僅出賽91場，但是他的失誤次數卻排行美聯第一。1931年，查普曼單季61盜，繼1914年的Fritz Maisel後洋基球員盜壘數最多紀錄。在1921年到1961年間，他的紀錄僅在1943年被George Case追平。1932年世界大賽，查普曼的打擊率2成94，6分打點，最後洋基橫掃小熊。1932年7月9日，查普曼單場三轟，而且有兩支是場內全壘打。1934年5月30日，查普曼在第9局打破了老虎隊Earl Whitehill的無安打比賽。
查普曼是個白人至上主義者，他曾對著猶太裔的紐約球迷行納粹禮。1933年的一場比賽，查普曼在滑壘時，故意用釘鞋刺參議員的二壘手Buddy Myer，還一度造成20分鐘的群架事件。而這起事件還有約300多位對查普曼不滿的觀眾捲入，後來造成官方停了5場比賽，許多涉案的球員也遭到罰錢處分。
1936年，查普曼的打擊率為2成66。該年也是喬·迪馬喬加入洋基的那年。由於兩個人都是外野手，因此查普曼被交易至參議員隊。然而，洋基卻用查普曼換來另一個也有著嚴重種族歧視的球員─傑克·波威爾。（波威爾曾在1938年的一場訪問中提到他會以警察身分用棍棒攻擊黑人的頭部來維持自己的身材。後來在跟老虎的一場比賽，波威爾蓄意衝撞老虎隊猶太裔的明星一壘手格林柏格，造成格林柏格只出賽12場就手腕被撞斷而整季報銷。）
1936年球季末，查普曼打擊率為3成15，還締造出生涯新高的單季50支二壘安打。1937年球季，他被交易至紅襪隊。該年他以35盜成為盜壘王，而1938年他還創下生涯新高的3成40打擊率。不過隨著另一個超級外野新人威廉斯升上一軍，紅襪馬上也因為同樣的原因把查普曼交易到印地安人。而在這裡的兩年，查普曼打擊率開始下滑跌破3成，1940年他的打擊率為2成55。1941年更是僅剩下2成26。他的球員生涯似乎也即將結束。

## 執教生涯
1942年，查普曼在小聯盟擔任總教練，1943年卻因為對主審揮拳而被禁賽一年。1944年，他以投手身分回歸球場，在道奇隊投出5勝3敗，隔年3勝3敗。1946年，他在費城人進行生涯最終戰，救援1又2/3局。總計他生涯打擊率3成02，盜壘287次，90轟，977分打點。在洋基的184盜也為洋基隊史第二多，僅次於Hal Chase。

### 傑基·羅賓森
1945年，費城人教練Freddie Fitzsimmons因為戰績太差被炒魷魚，由查普曼接任。1946年，費城人戰績上升至第五。1947年，道奇隊從小聯盟的蒙特婁皇家隊把傑基·羅賓森升上大聯盟，擔任球隊一壘手，成為史上第一位在大聯盟打球的黑人球員。不過當時種族歧視很嚴重，因此許多球隊都不想和道奇進行比賽，而費城人也是其中一個隊伍之一。就連道奇隊自家球員也不想與羅賓森一起比賽，甚至發起請願要求球隊將羅賓森剔除球隊。1947年球季早期，道奇隊球員與費城人隊對羅賓森的言語辱罵成了紐約報紙頭條。查普曼甚至告訴隊上投手，如果遇到羅賓森打擊，要直接對他丟觸身球而不是保送他。
不過後來查普曼的行徑漸漸不受支持，因為到後來道奇球員開始同情羅賓森，反對查普曼的聲浪也愈來愈多。為了平息許多人的怒火，查普曼也決定和羅賓森拍照留念做為和解，但是道奇隊的球員迪克西·沃克對於查普曼的行為很不以為然。
羅賓森自1947進入大聯盟後，十年生涯有如明星般閃亮，反倒是查普曼的棒球生涯到了終點。1947年，費城人戰績只有第七名，隔年戰績還是沒有起色。因此查普曼在球季結束後遭到解雇，總教練一職改由Eddie Sawyer接替。
查普曼執教生涯196勝，卻吞下276敗，勝率僅4成15。
查普曼在1990年代間接受了訪問，提到當時對羅賓森的歧視是愚蠢並錯誤的選擇，他覺得時代在改變，人的思想也應該與時俱進。

## 個人生活
查普曼的第一任妻子，Mary Elizabeth Payne，因為控訴查普曼家暴，因而在1935年6月11日離婚。
1993年7月7日，84歲的查普曼死於心臟病。他被葬在Elmwood墓園裡。

## 流行文化
在電影傳奇42號中，由阿蘭·圖代克飾演查普曼。

## 外部連結
- 球員資訊和成績在MLB ，ESPN ，Retrosheet ，Baseball Reference ，Baseball Reference (Minors) ，Fangraphs，The Baseball Cube （英文）